# Apex (geleedpotigen)

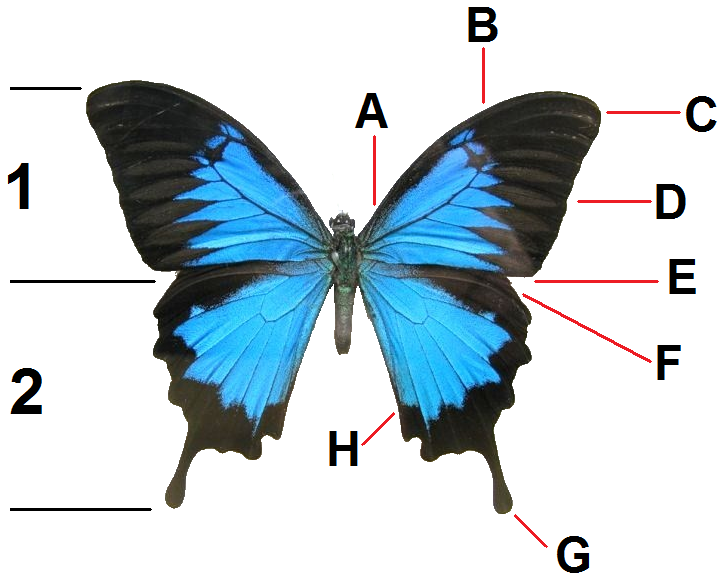
Vleugel van een vlinder.

Met apex (Latijn voor punt, top) wordt in de entomologie de punt van de vleugel van insecten bedoeld. 
In de afbeelding is de apex aangegeven met een C. De term wordt gebruikt voor vlinders en andere insecten. 